# Маттиа Чиккарелли
Маттиа Чиккарелли (24 февраля 1480, Луколи, Абруцци — 18 января 1543, Л’Акуила) в религиозном мире Кристина, была итальянской римско-католической исповедницей из ордена Святого Августина, известна своими стигматами. Несмотря на то, что жила в монастыре, она была также известна своими щедрыми пожертвованиями бедным Абруцци.
Позднее подтверждение религиозного «культа» (народной преданности и последователей) позволило Папе Григорию XVI одобрить ее беатификацию в 1841 году.

## Жизнь
Маттиа Чиккарелли родилась в 1481 году в Луко-деи-Марси, она была последней из шести детей Доменико де Периколо и Марии де Периколо. В доме хранилось изображение Пьеты. Еще в детстве приняла решение стать монахиней.
В 1492 году попала под духовное руководство францисканского священника Винченцо дель Аквилы, последовав его совету, вступила в орден Святого Августина.
В июне 1505 года поступила в монастырь Санта-Лючия в Аквилеи и приняла религиозное имя Кристина. Служила настоятельницей и была известна тем, что получала видения. Стала известна своим скромным мировоззрением, а также нежной заботой о бедных. Однажды в праздник Тела и Крови Христовых она левитировала, и образ евхаристии как хозяина появился и излучился из её верхней части груди. В другой раз, в великую пятницу у нее проявились стигматы, а также она почувствовала боль, которую чувствовал Иисус до великой субботы, когда боль утихла. Её духовным наставником был отец Джироламо да Туссио. Она также воспитывала преданность евангелисту Марку. Что, по словам самой Чиккарелли, привело к явлению ей Мартина Турского, который спросил ее почему она продана Марку, а не ему. Это событие побудило ее укрепить преданность также и ему.
Также рассказывают о конкретном случае, когда человек, привыкший ругать Антония Падуанского, богохульствовал. Тогда Чиккарелли сказала ему быть осторожным: если он продолжит богохульствовать, она увидела позади него черного дьявола, который задушит его за такие проступки. Этот человек ехал верхом на осле и снова позволил себе богохульство, и был брошен на землю, где сломал себе шею и пробил череп, что привело к его смерти.
Чиккарелли умерла в 1543 году после борьбы с болезнью и была похоронена на территории монастыря Санта-Лючия справа от главного алтаря. В результате подавления святой Лючии 12 октября 1908 года ее останки были погребены в монастыре Сант-Амико.
Первая биографическая информация о ее жизни появилась в 1595 году в то время, как дворянин Джампьетро Интерверж из Аквилы начал вести хронику ее жизни. В это же время бельгийский ученый-августинец Корнелиус Курций в Кельне написал еще один документ на латинском языке.

## Беатификация
Подтверждение народной преданности Чиккарелли позволило Папе Григорию XVI 15 января 1841 года утвердить ее беатификацию.